# Анизейкония

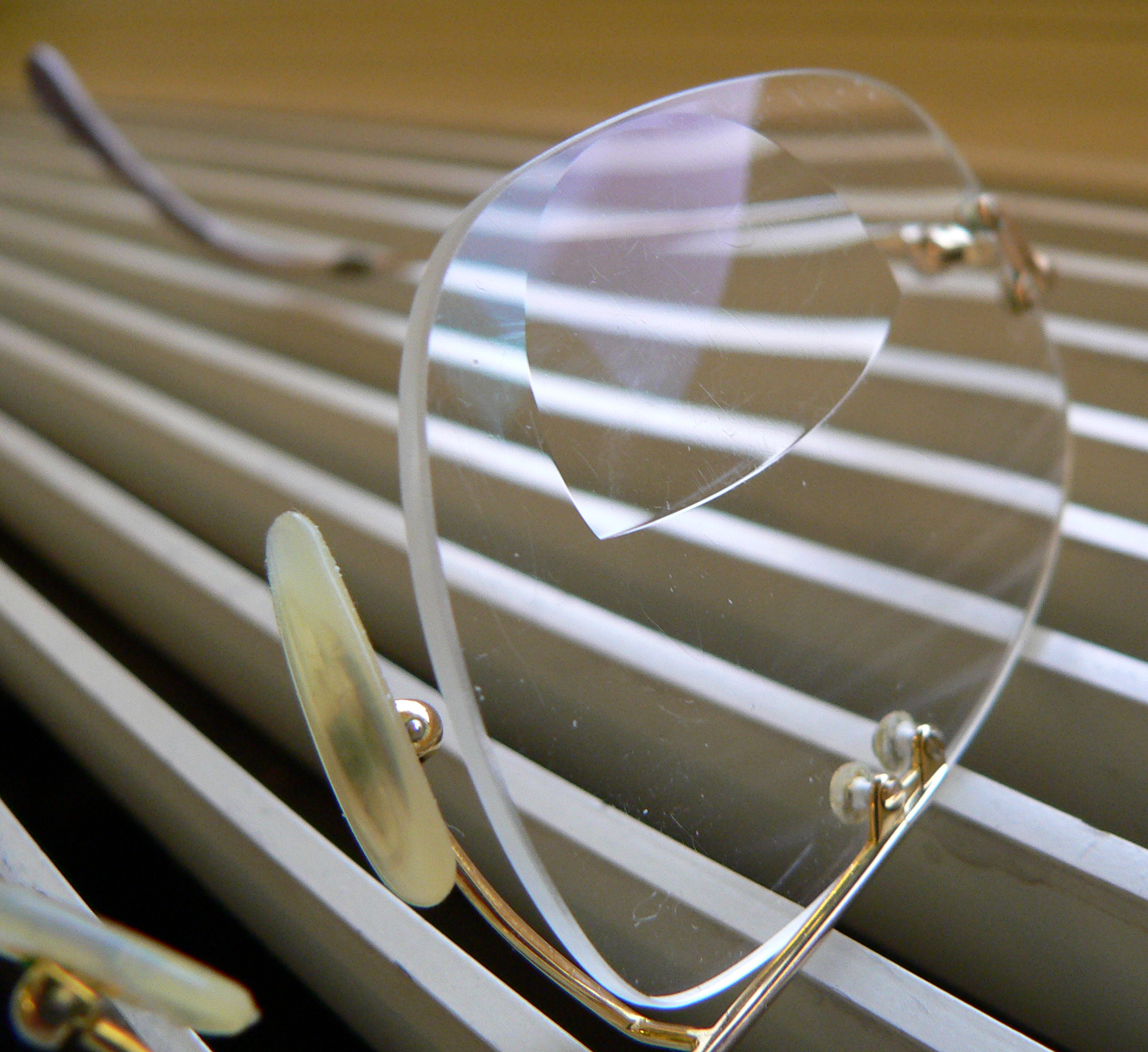
Очки с бифокальными корректирующими линзами

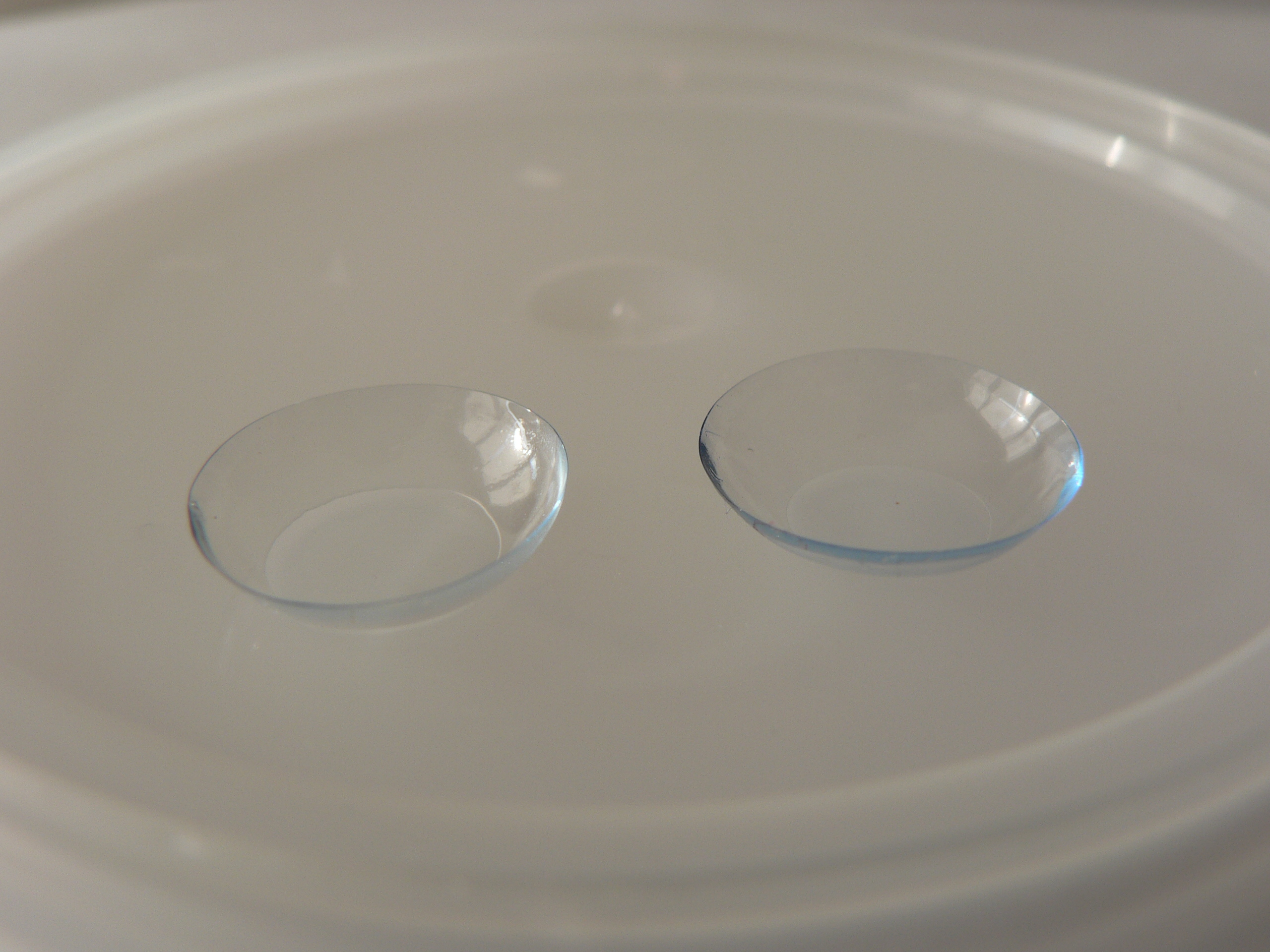
Пара контактных линз, расположенных вогнутой лицевой частью вверх

Анизейкония — состояние глаза, при котором существует значительная разница в размере воспринимаемых изображений. Она может восприниматься в виде разницы размеров полных изображений, принимаемых обоими глазами, так и в виде разницы размеров в отдельных меридианах.

## Этимология
Гр. «an» = «не», + «is(o)» = «равно», + «eikōn» = «изображение»

## Причины
Размер изображения на сетчатке определяется многими факторами. Размер и положение рассматриваемого объекта влияют на характеристики света, попадающего в систему. Корректирующие линзы способны изменять эти характеристики и они обычно используются для исправления рефракции. Оптика глаза, в зависимости от своей преломляющей способности и длины оптической оси, также играет важную роль в размере изображения, получаемого на сетчатке.
Анизейкония может произойти естественным путём или быть вызвана коррекцией рефракции, обычно при анизометропии (при большой рефракционной разнице между обоими глазами) или при антиметропии (когда один глаз близорукий, другой дальнозоркий). Меридиональная анизейкония проявляется при наличии рефракционных различий только в одном меридиане(астигматизм). Рефракционная хирургия может также вызвать анизейконию, как очки или контактные линзы.
Одной из значительных причин анизометропии и последующей анизейконии была афакия, то есть отсутствие хрусталиков у пациентов, которые удалялись из-за непрозрачности (катаракты). Отсутствие хрусталика делало этот глаз гиперметротропическим (сильно дальнозорким). Особенно анизометропия/анизейкония сильно проявлялась, когда хрусталик удалялся только в одном глазу. Сегодня это редко является проблемой, поскольку при экстракции катаракты, хрусталик заменяется интраокулярной линзой (ИОЛ).

## Демонстрация
Простой способ демонстрации анизейконии заключается в проведении цели (палец, карандаш) на расстоянии порядка 6 дюймов перед одним глазом. Пациент сначала закрывает один глаз, потом другой. При этом он должен заметить, что объект кажется больше при рассмотрении этим глазом, чем прямо перед собой, так как когда объект рассматривается обеими глазами, то влияние анизейконии невелико. Принципы этой демонстрации — зависимость размера от расстояния и асимметричная конвергенция (цель не на равном расстоянии относительно каждого глаза).

## Симптомы
Когда разница в размерах становится чрезмерной, следствием может быть диплопия, подавленность, дезориентация, зрительное напряжение, головная боль, головокружение и расстройство равновесия .

## Лечение
Лечение осуществляется путём изменения оптических свойств с помощью вспомогательной оптики (корректирующих линз). Оптические свойства вспомогательных линз можно изменять, варьируя такими параметрами, как кривизна поверхности, расстоянием до роговицы, и толщиной линзы. Контактные линзы также способны увеличить изображение для уменьшения разницы в его размерах. Возможно комбинированное использование контактных линз и очков(создание слабой телескопической системы). Оптимальное решение будет зависеть от стоимости, косметических последствий и переносимости контактных линз.
Заметим, однако, что размерность анизейконии должна быть известна до подбора оптики. Когда несоответствие изображений носит астигматический характер(цилиндрический) и бесформенно, то в этом случае изображения могут казаться или шире или выше или с разными диагоналями. Когда несоответствие изображений проявляется в переменной ширине визуальных полей(поле-зависимая анизейкония), как это бывает в случае эпиретинальной мембраны или отслоения сетчатки анизейкония не может быть полностью устранена корректирующими линзами. Тем не менее частичная коррекция позволяет значительно улучшить комфортность зрения. Пока ещё мало известно о возможностях использования хирургического вмешательства для коррекции анизейконии.